# Conan/Fiordiligi
Conan/Fiordiligi è un singolo discografico di  Georgia Lepore, pubblicato nel 1981.

## Descrizione
Conan è un brano musicale inciso da Georgia Lepore come sigla dell'anime Conan il ragazzo del futuro. Il brano è stato scritto da Lucio Macchiarella su musica di Massimo Buzzi e arrangiamenti di Mario Scotti.
La versione televisiva presenta un arrangiamento leggermente diverso rispetto a quella pubblicata sul disco .
Fiordiligi è un brano musicale inciso da Georgia Lepore nel 1978 come sigla del telefilm Un pittore suggerisce, ma di fatto pubblicato solo nel 1981. Prima sigla incisa dalla Lepore come solista, è stata scritta ed arrangiata da Fabrizio Ferri.